# Eleições presidenciais de 2016 em Guimarães

## Resultados Oficiais
| Candidato               | Candidato                | Votos   | %               |
| ----------------------- | ------------------------ | ------- | --------------- |
|                         | Marcelo Rebelo de Sousa  | 41 369  | 52,61 / 100,00  |
|                         | António Sampaio da Nóvoa | 17 724  | 22,54 / 100,00  |
|                         | Marisa Matias            | 8 125   | 10,33 / 100,00  |
|                         | Maria de Belém Roseira   | 3 749   | 4,77 / 100,00   |
|                         | Vitorino Silva           | 2 866   | 3,65 / 100,00   |
|                         | Edgar Silva              | 2 242   | 2,85 / 100,00   |
|                         | Paulo de Morais          | 1 407   | 1,79 / 100,00   |
|                         | Henrique Neto            | 693     | 0,88 / 100,00   |
|                         | Jorge Sequeira           | 257     | 0,33 / 100,00   |
|                         | Cândido Ferreira         | 194     | 0,25 / 100,00   |
| Votos Inválidos         | Votos Inválidos          | 1 478   | 1,84 / 100,00   |
| Total                   | Total                    | 80 104  | 100,00 / 100,00 |
| Eleitorado/Participação | Eleitorado/Participação  | 144 600 | 55,40 / 100,00  |

## Resultados por Freguesia
Os resultados dos candidatos por freguesia foram os seguintes:
| Freguesia                                         | %     | %     | %     | %    | %     | %    | %    | %    | %    | %    | Votantes |
| Freguesia                                         | MRS   | ASN   | MM    | MBR  | VS    | ES   | PM   | HN   | JS   | CF   | Votantes |
| ------------------------------------------------- | ----- | ----- | ----- | ---- | ----- | ---- | ---- | ---- | ---- | ---- | -------- |
| Abação e Gémeos                                   | 64,17 | 15,97 | 8,64  | 3,43 | 3,27  | 1,56 | 1,01 | 1,48 | 0,16 | 0,31 | 1 309    |
| Airão Santa Maria, Airão São João e Vermil        | 62,66 | 17,36 | 8,33  | 4,37 | 2,99  | 1,34 | 1,38 | 0,92 | 0,23 | 0,41 | 2 216    |
| Aldão                                             | 53,58 | 19,70 | 12,09 | 4,63 | 4,33  | 2,09 | 2,24 | 0,75 | 0,60 | 0    | 689      |
| Arosa e Castelões                                 | 52,69 | 20,16 | 9,95  | 4,84 | 10,48 | 0,54 | 0    | 0,54 | 0,81 | 0    | 379      |
| Atães e Rendufe                                   | 59,58 | 16,49 | 8,87  | 4,77 | 6,39  | 1,24 | 0,67 | 0,95 | 0,29 | 0,76 | 1 068    |
| Azurém                                            | 48,93 | 25,23 | 11,21 | 4,39 | 2,86  | 3,22 | 2,96 | 0,83 | 0,21 | 0,17 | 4 272    |
| Barco                                             | 67,63 | 13,93 | 6,97  | 2,61 | 4,06  | 1,89 | 1,02 | 0,44 | 0,73 | 0,73 | 704      |
| Briteiros Santo Estêvão e Donim                   | 65,88 | 17,22 | 5,46  | 4,23 | 3,20  | 1,65 | 1,03 | 0,72 | 0,41 | 0,21 | 991      |
| Briteiros São Salvador e Briteiros Santa Leocádia | 62,93 | 16,49 | 8,58  | 4,35 | 2,37  | 3,30 | 0,13 | 1,06 | 0,13 | 0,66 | 766      |
| Brito                                             | 50,83 | 23,29 | 11,81 | 4,29 | 3,61  | 3,74 | 1,10 | 0,76 | 0,38 | 0,17 | 2 391    |
| Caldelas                                          | 56,69 | 21,26 | 8,85  | 4,47 | 2,88  | 2,72 | 2,07 | 0,58 | 0,23 | 0,23 | 3 152    |
| Candoso (São Martinho)                            | 40,33 | 29,71 | 13,06 | 5,63 | 3,07  | 6,53 | 1,02 | 0,38 | 0,13 | 0,13 | 789      |
| Candoso São Tiago e Mascotelos                    | 51,98 | 22,81 | 11,44 | 3,97 | 3,62  | 3,09 | 1,63 | 0,76 | 0,41 | 0,29 | 1 749    |
| Conde e Gandarela                                 | 37,49 | 26,67 | 13,33 | 7,37 | 4,55  | 7,76 | 0,94 | 1,49 | 0,16 | 0,24 | 1 294    |
| Costa                                             | 57,78 | 20,37 | 8,64  | 3,00 | 2,91  | 1,95 | 3,61 | 1,35 | 0,35 | 0,04 | 2 346    |
| Creixomil                                         | 51,97 | 23,62 | 9,82  | 3,74 | 2,71  | 3,91 | 2,79 | 0,97 | 0,33 | 0,14 | 4 936    |
| Fermentões                                        | 48,91 | 25,11 | 13,21 | 4,49 | 3,07  | 2,07 | 1,92 | 0,65 | 0,50 | 0,08 | 2 653    |
| Gonça                                             | 55,01 | 19,45 | 8,06  | 5,50 | 8,06  | 0,79 | 0,39 | 1,57 | 0,59 | 0,59 | 516      |
| Gondar                                            | 37,88 | 27,63 | 12,41 | 5,34 | 4,69  | 8,66 | 1,73 | 0,58 | 0,87 | 0,22 | 1 421    |
| Guardizela                                        | 48,10 | 26,88 | 11,42 | 6,15 | 3,64  | 1,46 | 0,97 | 0,65 | 0,40 | 0,32 | 1 251    |
| Infantas                                          | 60,12 | 15,09 | 9,70  | 5,27 | 5,15  | 1,32 | 1,20 | 1,44 | 0,36 | 0,36 | 851      |
| Leitões, Oleiros e Figueiredo                     | 69,50 | 10,83 | 6,52  | 2,79 | 6,29  | 1,16 | 1,16 | 1,16 | 0,23 | 0,35 | 872      |
| Longos                                            | 62,82 | 17,31 | 8,65  | 4,33 | 4,17  | 1,44 | 0,16 | 0,80 | 0,32 | 0    | 628      |
| Lordelo                                           | 52,03 | 23,31 | 10,29 | 5,41 | 3,97  | 2,63 | 1,01 | 0,86 | 0,34 | 0,14 | 2 129    |
| Mesão Frio                                        | 57,16 | 21,19 | 9,10  | 3,09 | 3,73  | 2,14 | 2,23 | 1,05 | 0,18 | 0,14 | 2 244    |
| Moreira de Cónegos                                | 42,76 | 27,20 | 10,58 | 7,45 | 3,79  | 5,31 | 1,69 | 0,53 | 0,33 | 0,37 | 2 470    |
| Nespereira                                        | 50,37 | 25,41 | 11,27 | 4,71 | 4,49  | 1,62 | 0,96 | 0,59 | 0,44 | 0,15 | 1 386    |
| Oliveira, São Paio e São Sebastião                | 54,68 | 24,55 | 8,48  | 3,25 | 1,88  | 3,20 | 2,62 | 0,93 | 0,28 | 0,14 | 4 385    |
| Pencelo                                           | 44,30 | 26,51 | 12,42 | 6,38 | 3,69  | 2,68 | 2,18 | 1,51 | 0    | 0,34 | 612      |
| Pinheiro                                          | 49,23 | 24,79 | 10,77 | 5,81 | 4,27  | 1,88 | 2,22 | 0,85 | 0    | 0,17 | 603      |
| Polvoreira                                        | 50,53 | 22,63 | 9,08  | 7,75 | 4,93  | 1,99 | 1,00 | 1,38 | 0,28 | 0,44 | 1 834    |
| Ponte                                             | 47,15 | 26,42 | 12,08 | 4,50 | 3,02  | 3,16 | 2,26 | 0,58 | 0,45 | 0,38 | 2 984    |
| Prazins (Santa Eufémia)                           | 55,92 | 21,05 | 10,53 | 5,59 | 2,47  | 2,14 | 0,66 | 0,82 | 0,66 | 0,16 | 619      |
| Prazins Santo Tirso e Corvite                     | 59,27 | 15,45 | 10,76 | 4,58 | 4,81  | 1,72 | 1,83 | 1,03 | 0,23 | 0,34 | 894      |
| Ronfe                                             | 52,28 | 23,15 | 10,47 | 5,09 | 4,73  | 1,26 | 1,71 | 0,73 | 0,33 | 0,24 | 2 496    |
| Sande (São Martinho)                              | 61,30 | 17,08 | 9,65  | 6,11 | 2,48  | 0,99 | 1,40 | 0,33 | 0,25 | 0,41 | 1 243    |
| Sande São Lourenço e Balazar                      | 63,71 | 16,84 | 7,57  | 4,70 | 4,05  | 0,91 | 0,78 | 0,91 | 0    | 0,52 | 771      |
| Sande Vila Nova e Sande São Clemente              | 56,35 | 19,80 | 8,03  | 5,43 | 3,58  | 2,66 | 2,31 | 1,10 | 0,23 | 0,52 | 1 769    |
| São Torcato                                       | 52,76 | 21,35 | 9,24  | 6,88 | 4,41  | 2,35 | 1,47 | 0,88 | 0,18 | 0,29 | 1 733    |
| Selho (São Cristóvão)                             | 44,75 | 25,30 | 15,15 | 3,96 | 3,44  | 4,56 | 1,03 | 1,38 | 0,26 | 0,17 | 1 191    |
| Selho (São Jorge)                                 | 44,61 | 25,82 | 12,39 | 4,80 | 4,22  | 4,67 | 2,16 | 0,92 | 0,36 | 0,07 | 3 116    |
| Selho São Lourenço e Gominhães                    | 47,92 | 21,79 | 13,28 | 5,82 | 4,77  | 1,65 | 3,21 | 0,78 | 0,52 | 0,26 | 1 177    |
| Serzedelo                                         | 41,83 | 26,09 | 14,40 | 6,54 | 3,32  | 5,43 | 1,16 | 0,55 | 0,39 | 0,28 | 1 834    |
| Serzedo e Calvos                                  | 55,34 | 19,15 | 10,69 | 5,54 | 5,14  | 1,31 | 0,81 | 1,01 | 0,60 | 0,40 | 1 010    |
| Silvares                                          | 51,20 | 24,70 | 11,28 | 5,04 | 2,65  | 2,56 | 1,62 | 0,43 | 0,34 | 0,17 | 1 189    |
| Souto Santa Maria, Souto São Salvador e Gondomar  | 60,37 | 18,49 | 8,02  | 4,99 | 4,99  | 0,68 | 0,29 | 1,37 | 0,29 | 0,49 | 1 038    |
| Tabuadelo e São Faustino                          | 59,02 | 18,57 | 9,39  | 4,22 | 4,81  | 1,48 | 0,96 | 0,89 | 0,30 | 0,37 | 1 373    |
| Urgezes                                           | 54,07 | 23,63 | 9,55  | 4,46 | 2,99  | 1,73 | 2,17 | 1,00 | 0,33 | 0,07 | 2 761    |
| Guimarães                                         | 52,61 | 22,54 | 10,33 | 4,77 | 3,65  | 2,85 | 1,79 | 0,88 | 0,33 | 0,25 | 80 104   |

#### Abação e Gémeos
| Candidato               | Candidato                | Votos | %               |
| ----------------------- | ------------------------ | ----- | --------------- |
|                         | Marcelo Rebelo de Sousa  | 824   | 64,17 / 100,00  |
|                         | António Sampaio da Nóvoa | 205   | 15,97 / 100,00  |
|                         | Marisa Matias            | 111   | 8,64 / 100,00   |
|                         | Maria de Belém Roseira   | 44    | 3,43 / 100,00   |
|                         | Vitorino Silva           | 42    | 3,27 / 100,00   |
|                         | Edgar Silva              | 20    | 1,56 / 100,00   |
|                         | Henrique Neto            | 19    | 1,48 / 100,00   |
|                         | Paulo de Morais          | 13    | 1,01 / 100,00   |
|                         | Cândido Ferreira         | 4     | 0,31 / 100,00   |
|                         | Jorge Sequeira           | 2     | 0,15 / 100,00   |
| Votos Inválidos         | Votos Inválidos          | 25    | 1,91 / 100,00   |
| Total                   | Total                    | 1 309 | 100,00 / 100,00 |
| Eleitorado/Participação | Eleitorado/Participação  | 2 325 | 56,30 / 100,00  |

#### Airão Santa Maria, Airão São João e Vermil
| Candidato               | Candidato                | Votos | %               |
| ----------------------- | ------------------------ | ----- | --------------- |
|                         | Marcelo Rebelo de Sousa  | 1 361 | 62,66 / 100,00  |
|                         | António Sampaio da Nóvoa | 377   | 17,36 / 100,00  |
|                         | Marisa Matias            | 181   | 8,33 / 100,00   |
|                         | Maria de Belém Roseira   | 95    | 4,37 / 100,00   |
|                         | Vitorino Silva           | 65    | 2,99 / 100,00   |
|                         | Paulo de Morais          | 30    | 1,38 / 100,00   |
|                         | Edgar Silva              | 29    | 1,34 / 100,00   |
|                         | Henrique Neto            | 20    | 0,92 / 100,00   |
|                         | Cândido Ferreira         | 9     | 0,41 / 100,00   |
|                         | Jorge Sequeira           | 5     | 0,23 / 100,00   |
| Votos Inválidos         | Votos Inválidos          | 44    | 1,99 / 100,00   |
| Total                   | Total                    | 2 216 | 100,00 / 100,00 |
| Eleitorado/Participação | Eleitorado/Participação  | 3 316 | 66,83 / 100,00  |

#### Aldão
| Candidato               | Candidato                | Votos | %               |
| ----------------------- | ------------------------ | ----- | --------------- |
|                         | Marcelo Rebelo de Sousa  | 359   | 53,58 / 100,00  |
|                         | António Sampaio da Nóvoa | 132   | 19,70 / 100,00  |
|                         | Marisa Matias            | 81    | 12,09 / 100,00  |
|                         | Maria de Belém Roseira   | 31    | 4,63 / 100,00   |
|                         | Vitorino Silva           | 29    | 4,33 / 100,00   |
|                         | Paulo de Morais          | 15    | 2,24 / 100,00   |
|                         | Edgar Silva              | 14    | 2,09 / 100,00   |
|                         | Henrique Neto            | 5     | 0,75 / 100,00   |
|                         | Jorge Sequeira           | 4     | 0,60 / 100,00   |
|                         | Cândido Ferreira         | 0     | 0,00 / 100,00   |
| Votos Inválidos         | Votos Inválidos          | 19    | 2,76 / 100,00   |
| Total                   | Total                    | 689   | 100,00 / 100,00 |
| Eleitorado/Participação | Eleitorado/Participação  | 1 231 | 55,97 / 100,00  |

#### Arosa e Castelões
| Candidato               | Candidato                | Votos | %               |
| ----------------------- | ------------------------ | ----- | --------------- |
|                         | Marcelo Rebelo de Sousa  | 196   | 52,69 / 100,00  |
|                         | António Sampaio da Nóvoa | 75    | 20,16 / 100,00  |
|                         | Vitorino Silva           | 39    | 10,48 / 100,00  |
|                         | Marisa Matias            | 37    | 9,95 / 100,00   |
|                         | Maria de Belém Roseira   | 18    | 4,54 / 100,00   |
|                         | Henrique Neto            | 3     | 0,81 / 100,00   |
|                         | Edgar Silva              | 2     | 0,54 / 100,00   |
|                         | Jorge Sequeira           | 2     | 0,54 / 100,00   |
|                         | Paulo de Morais          | 0     | 0,00 / 100,00   |
|                         | Cândido Ferreira         | 0     | 0,00 / 100,00   |
| Votos Inválidos         | Votos Inválidos          | 7     | 1,85 / 100,00   |
| Total                   | Total                    | 379   | 100,00 / 100,00 |
| Eleitorado/Participação | Eleitorado/Participação  | 840   | 45,12 / 100,00  |

#### Atães e Rendufe
| Candidato               | Candidato                | Votos | %               |
| ----------------------- | ------------------------ | ----- | --------------- |
|                         | Marcelo Rebelo de Sousa  | 625   | 59,58 / 100,00  |
|                         | António Sampaio da Nóvoa | 173   | 16,49 / 100,00  |
|                         | Marisa Matias            | 93    | 8,77 / 100,00   |
|                         | Vitorino Silva           | 67    | 6,39 / 100,00   |
|                         | Maria de Belém Roseira   | 50    | 4,77 / 100,00   |
|                         | Edgar Silva              | 13    | 1,24 / 100,00   |
|                         | Henrique Neto            | 10    | 0,95 / 100,00   |
|                         | Cândido Ferreira         | 8     | 0,76 / 100,00   |
|                         | Paulo de Morais          | 7     | 0,67 / 100,00   |
|                         | Jorge Sequeira           | 3     | 0,29 / 100,00   |
| Votos Inválidos         | Votos Inválidos          | 19    | 1,78 / 100,00   |
| Total                   | Total                    | 1 068 | 100,00 / 100,00 |
| Eleitorado/Participação | Eleitorado/Participação  | 2 321 | 46,01 / 100,00  |

#### Azurém
| Candidato               | Candidato                | Votos | %               |
| ----------------------- | ------------------------ | ----- | --------------- |
|                         | Marcelo Rebelo de Sousa  | 2 052 | 48,93 / 100,00  |
|                         | António Sampaio da Nóvoa | 1 058 | 25,23 / 100,00  |
|                         | Marisa Matias            | 470   | 11,21 / 100,00  |
|                         | Maria de Belém Roseira   | 184   | 4,39 / 100,00   |
|                         | Edgar Silva              | 135   | 3,22 / 100,00   |
|                         | Paulo de Morais          | 124   | 2,96 / 100,00   |
|                         | Vitorino Silva           | 120   | 2,86 / 100,00   |
|                         | Henrique Neto            | 35    | 0,83 / 100,00   |
|                         | Jorge Sequeira           | 9     | 0,21 / 100,00   |
|                         | Cândido Ferreira         | 7     | 0,17 / 100,00   |
| Votos Inválidos         | Votos Inválidos          | 78    | 1,82 / 100,00   |
| Total                   | Total                    | 4 272 | 100,00 / 100,00 |
| Eleitorado/Participação | Eleitorado/Participação  | 7 609 | 56,14 / 100,00  |

#### Barco
| Candidato               | Candidato                | Votos | %               |
| ----------------------- | ------------------------ | ----- | --------------- |
|                         | Marcelo Rebelo de Sousa  | 466   | 67,63 / 100,00  |
|                         | António Sampaio da Nóvoa | 96    | 13,93 / 100,00  |
|                         | Marisa Matias            | 48    | 6,97 / 100,00   |
|                         | Vitorino Silva           | 28    | 4,06 / 100,00   |
|                         | Maria de Belém Roseira   | 18    | 2,61 / 100,00   |
|                         | Edgar Silva              | 13    | 1,89 / 100,00   |
|                         | Paulo de Morais          | 7     | 1,02 / 100,00   |
|                         | Jorge Sequeira           | 5     | 0,73 / 100,00   |
|                         | Cândido Ferreira         | 5     | 0,73 / 100,00   |
|                         | Henrique Neto            | 3     | 0,44 / 100,00   |
| Votos Inválidos         | Votos Inválidos          | 15    | 2,13 / 100,00   |
| Total                   | Total                    | 704   | 100,00 / 100,00 |
| Eleitorado/Participação | Eleitorado/Participação  | 1 381 | 50,98 / 100,00  |

#### Briteiros Santo Estêvão e Donim
| Candidato               | Candidato                | Votos | %               |
| ----------------------- | ------------------------ | ----- | --------------- |
|                         | Marcelo Rebelo de Sousa  | 639   | 65,88 / 100,00  |
|                         | António Sampaio da Nóvoa | 167   | 17,22 / 100,00  |
|                         | Marisa Matias            | 53    | 5,46 / 100,00   |
|                         | Maria de Belém Roseira   | 41    | 4,23 / 100,00   |
|                         | Vitorino Silva           | 31    | 3,20 / 100,00   |
|                         | Edgar Silva              | 16    | 1,65 / 100,00   |
|                         | Paulo de Morais          | 10    | 1,03 / 100,00   |
|                         | Henrique Neto            | 7     | 0,72 / 100,00   |
|                         | Jorge Sequeira           | 4     | 0,41 / 100,00   |
|                         | Cândido Ferreira         | 2     | 0,21 / 100,00   |
| Votos Inválidos         | Votos Inválidos          | 21    | 2,12 / 100,00   |
| Total                   | Total                    | 991   | 100,00 / 100,00 |
| Eleitorado/Participação | Eleitorado/Participação  | 2 180 | 45,46 / 100,00  |

#### Briteiros São Salvador e Briteiros Santa Leocádia
| Candidato               | Candidato                | Votos | %               |
| ----------------------- | ------------------------ | ----- | --------------- |
|                         | Marcelo Rebelo de Sousa  | 477   | 62,93 / 100,00  |
|                         | António Sampaio da Nóvoa | 125   | 16,49 / 100,00  |
|                         | Marisa Matias            | 65    | 8,58 / 100,00   |
|                         | Maria de Belém Roseira   | 33    | 4,35 / 100,00   |
|                         | Edgar Silva              | 25    | 3,30 / 100,00   |
|                         | Vitorino Silva           | 18    | 2,37 / 100,00   |
|                         | Henrique Neto            | 8     | 1,06 / 100,00   |
|                         | Cândido Ferreira         | 5     | 0,66 / 100,00   |
|                         | Paulo de Morais          | 1     | 0,13 / 100,00   |
|                         | Jorge Sequeira           | 1     | 0,13 / 100,00   |
| Votos Inválidos         | Votos Inválidos          | 8     | 1,04 / 100,00   |
| Total                   | Total                    | 766   | 100,00 / 100,00 |
| Eleitorado/Participação | Eleitorado/Participação  | 1 809 | 42,34 / 100,00  |

#### Brito
| Candidato               | Candidato                | Votos | %               |
| ----------------------- | ------------------------ | ----- | --------------- |
|                         | Marcelo Rebelo de Sousa  | 1 196 | 50,83 / 100,00  |
|                         | António Sampaio da Nóvoa | 548   | 23,29 / 100,00  |
|                         | Marisa Matias            | 278   | 11,81 / 100,00  |
|                         | Maria de Belém Roseira   | 101   | 4,29 / 100,00   |
|                         | Edgar Silva              | 88    | 3,74 / 100,00   |
|                         | Vitorino Silva           | 85    | 3,61 / 100,00   |
|                         | Paulo de Morais          | 26    | 1,10 / 100,00   |
|                         | Henrique Neto            | 18    | 0,76 / 100,00   |
|                         | Jorge Sequeira           | 9     | 0,38 / 100,00   |
|                         | Cândido Ferreira         | 4     | 0,17 / 100,00   |
| Votos Inválidos         | Votos Inválidos          | 38    | 1,59 / 100,00   |
| Total                   | Total                    | 2 391 | 100,00 / 100,00 |
| Eleitorado/Participação | Eleitorado/Participação  | 4 271 | 55,98 / 100,00  |

#### Caldelas
| Candidato               | Candidato                | Votos | %               |
| ----------------------- | ------------------------ | ----- | --------------- |
|                         | Marcelo Rebelo de Sousa  | 1 749 | 56,69 / 100,00  |
|                         | António Sampaio da Nóvoa | 656   | 21,26 / 100,00  |
|                         | Marisa Matias            | 273   | 8,85 / 100,00   |
|                         | Maria de Belém Roseira   | 138   | 4,47 / 100,00   |
|                         | Vitorino Silva           | 89    | 2,88 / 100,00   |
|                         | Edgar Silva              | 84    | 2,72 / 100,00   |
|                         | Paulo de Morais          | 64    | 2,07 / 100,00   |
|                         | Henrique Neto            | 18    | 0,58 / 100,00   |
|                         | Jorge Sequeira           | 7     | 0,23 / 100,00   |
|                         | Cândido Ferreira         | 7     | 0,23 / 100,00   |
| Votos Inválidos         | Votos Inválidos          | 67    | 2,13 / 100,00   |
| Total                   | Total                    | 3 152 | 100,00 / 100,00 |
| Eleitorado/Participação | Eleitorado/Participação  | 5 883 | 53,58 / 100,00  |

#### Candoso São Martinho
| Candidato               | Candidato                | Votos | %               |
| ----------------------- | ------------------------ | ----- | --------------- |
|                         | Marcelo Rebelo de Sousa  | 315   | 40,33 / 100,00  |
|                         | António Sampaio da Nóvoa | 232   | 29,71 / 100,00  |
|                         | Marisa Matias            | 102   | 13,06 / 100,00  |
|                         | Edgar Silva              | 51    | 6,53 / 100,00   |
|                         | Maria de Belém Roseira   | 44    | 5,63 / 100,00   |
|                         | Vitorino Silva           | 24    | 3,07 / 100,00   |
|                         | Paulo de Morais          | 8     | 1,02 / 100,00   |
|                         | Henrique Neto            | 3     | 0,18 / 100,00   |
|                         | Jorge Sequeira           | 1     | 0,13 / 100,00   |
|                         | Cândido Ferreira         | 1     | 0,13 / 100,00   |
| Votos Inválidos         | Votos Inválidos          | 8     | 1,01 / 100,00   |
| Total                   | Total                    | 789   | 100,00 / 100,00 |
| Eleitorado/Participação | Eleitorado/Participação  | 1 205 | 65,48 / 100,00  |

#### Candoso São Tiago e Mascotelos
| Candidato               | Candidato                | Votos | %               |
| ----------------------- | ------------------------ | ----- | --------------- |
|                         | Marcelo Rebelo de Sousa  | 891   | 51,98 / 100,00  |
|                         | António Sampaio da Nóvoa | 391   | 22,81 / 100,00  |
|                         | Marisa Matias            | 196   | 11,44 / 100,00  |
|                         | Maria de Belém Roseira   | 68    | 3,97 / 100,00   |
|                         | Vitorino Silva           | 62    | 3,62 / 100,00   |
|                         | Edgar Silva              | 53    | 3,09 / 100,00   |
|                         | Paulo de Morais          | 28    | 1,63 / 100,00   |
|                         | Henrique Neto            | 13    | 0,76 / 100,00   |
|                         | Jorge Sequeira           | 7     | 0,41 / 100,00   |
|                         | Cândido Ferreira         | 5     | 0,29 / 100,00   |
| Votos Inválidos         | Votos Inválidos          | 35    | 2,00 / 100,00   |
| Total                   | Total                    | 1 749 | 100,00 / 100,00 |
| Eleitorado/Participação | Eleitorado/Participação  | 3 032 | 57,68 / 100,00  |

#### Conde e Gandarela
| Candidato               | Candidato                | Votos | %               |
| ----------------------- | ------------------------ | ----- | --------------- |
|                         | Marcelo Rebelo de Sousa  | 478   | 37,49 / 100,00  |
|                         | António Sampaio da Nóvoa | 340   | 26,67 / 100,00  |
|                         | Marisa Matias            | 170   | 13,33 / 100,00  |
|                         | Edgar Silva              | 99    | 7,76 / 100,00   |
|                         | Maria de Belém Roseira   | 94    | 7,37 / 100,00   |
|                         | Vitorino Silva           | 58    | 4,55 / 100,00   |
|                         | Henrique Neto            | 19    | 1,49 / 100,00   |
|                         | Paulo de Morais          | 12    | 0,94 / 100,00   |
|                         | Cândido Ferreira         | 3     | 0,24 / 100,00   |
|                         | Jorge Sequeira           | 2     | 0,16 / 100,00   |
| Votos Inválidos         | Votos Inválidos          | 19    | 1,47 / 100,00   |
| Total                   | Total                    | 1 294 | 100,00 / 100,00 |
| Eleitorado/Participação | Eleitorado/Participação  | 2 203 | 58,74 / 100,00  |

#### Costa
| Candidato               | Candidato                | Votos | %               |
| ----------------------- | ------------------------ | ----- | --------------- |
|                         | Marcelo Rebelo de Sousa  | 1 330 | 57,78 / 100,00  |
|                         | António Sampaio da Nóvoa | 469   | 20,37 / 100,00  |
|                         | Marisa Matias            | 199   | 8,64 / 100,00   |
|                         | Paulo de Morais          | 83    | 3,61 / 100,00   |
|                         | Maria de Belém Roseira   | 69    | 3,00 / 100,00   |
|                         | Vitorino Silva           | 67    | 2,91 / 100,00   |
|                         | Edgar Silva              | 45    | 1,95 / 100,00   |
|                         | Henrique Neto            | 31    | 1,35 / 100,00   |
|                         | Jorge Sequeira           | 8     | 0,35 / 100,00   |
|                         | Cândido Ferreira         | 1     | 0,04 / 100,00   |
| Votos Inválidos         | Votos Inválidos          | 44    | 1,87 / 100,00   |
| Total                   | Total                    | 2 346 | 100,00 / 100,00 |
| Eleitorado/Participação | Eleitorado/Participação  | 4 055 | 57,85 / 100,00  |

#### Creixomil
| Candidato               | Candidato                | Votos | %               |
| ----------------------- | ------------------------ | ----- | --------------- |
|                         | Marcelo Rebelo de Sousa  | 2 515 | 51,97 / 100,00  |
|                         | António Sampaio da Nóvoa | 1 143 | 23,62 / 100,00  |
|                         | Marisa Matias            | 475   | 9,82 / 100,00   |
|                         | Edgar Silva              | 189   | 3,91 / 100,00   |
|                         | Maria de Belém Roseira   | 181   | 3,74 / 100,00   |
|                         | Paulo de Morais          | 135   | 2,79 / 100,00   |
|                         | Vitorino Silva           | 131   | 2,71 / 100,00   |
|                         | Henrique Neto            | 47    | 0,97 / 100,00   |
|                         | Jorge Sequeira           | 16    | 0,33 / 100,00   |
|                         | Cândido Ferreira         | 7     | 0,14 / 100,00   |
| Votos Inválidos         | Votos Inválidos          | 97    | 1,97 / 100,00   |
| Total                   | Total                    | 4 936 | 100,00 / 100,00 |
| Eleitorado/Participação | Eleitorado/Participação  | 8 734 | 56,51 / 100,00  |

#### Fermentões
| Candidato               | Candidato                | Votos | %               |
| ----------------------- | ------------------------ | ----- | --------------- |
|                         | Marcelo Rebelo de Sousa  | 1 274 | 48,91 / 100,00  |
|                         | António Sampaio da Nóvoa | 654   | 25,11 / 100,00  |
|                         | Marisa Matias            | 344   | 13,21 / 100,00  |
|                         | Maria de Belém Roseira   | 117   | 4,49 / 100,00   |
|                         | Vitorino Silva           | 80    | 3,07 / 100,00   |
|                         | Edgar Silva              | 54    | 2,07 / 100,00   |
|                         | Paulo de Morais          | 50    | 1,92 / 100,00   |
|                         | Henrique Neto            | 17    | 0,65 / 100,00   |
|                         | Jorge Sequeira           | 13    | 0,50 / 100,00   |
|                         | Cândido Ferreira         | 2     | 0,08 / 100,00   |
| Votos Inválidos         | Votos Inválidos          | 48    | 1,81 / 100,00   |
| Total                   | Total                    | 2 653 | 100,00 / 100,00 |
| Eleitorado/Participação | Eleitorado/Participação  | 4 934 | 53,77 / 100,00  |

#### Gonça
| Candidato               | Candidato                | Votos | %               |
| ----------------------- | ------------------------ | ----- | --------------- |
|                         | Marcelo Rebelo de Sousa  | 280   | 55,01 / 100,00  |
|                         | António Sampaio da Nóvoa | 99    | 19,45 / 100,00  |
|                         | Marisa Matias            | 41    | 8,06 / 100,00   |
|                         | Vitorino Silva           | 41    | 8,06 / 100,00   |
|                         | Maria de Belém Roseira   | 28    | 5,50 / 100,00   |
|                         | Henrique Neto            | 8     | 1,57 / 100,00   |
|                         | Edgar Silva              | 4     | 0,79 / 100,00   |
|                         | Jorge Sequeira           | 3     | 0,59 / 100,00   |
|                         | Cândido Ferreira         | 3     | 0,59 / 100,00   |
|                         | Paulo de Morais          | 2     | 0,39 / 100,00   |
| Votos Inválidos         | Votos Inválidos          | 7     | 1,36 / 100,00   |
| Total                   | Total                    | 516   | 100,00 / 100,00 |
| Eleitorado/Participação | Eleitorado/Participação  | 895   | 57,65 / 100,00  |

#### Gondar
| Candidato               | Candidato                | Votos | %               |
| ----------------------- | ------------------------ | ----- | --------------- |
|                         | Marcelo Rebelo de Sousa  | 525   | 37,88 / 100,00  |
|                         | António Sampaio da Nóvoa | 383   | 27,63 / 100,00  |
|                         | Marisa Matias            | 172   | 12,41 / 100,00  |
|                         | Edgar Silva              | 120   | 8,66 / 100,00   |
|                         | Maria de Belém Roseira   | 74    | 5,34 / 100,00   |
|                         | Vitorino Silva           | 65    | 4,69 / 100,00   |
|                         | Paulo de Morais          | 24    | 1,73 / 100,00   |
|                         | Jorge Sequeira           | 12    | 0,87 / 100,00   |
|                         | Henrique Neto            | 8     | 0,58 / 100,00   |
|                         | Cândido Ferreira         | 3     | 0,22 / 100,00   |
| Votos Inválidos         | Votos Inválidos          | 35    | 2,46 / 100,00   |
| Total                   | Total                    | 1 421 | 100,00 / 100,00 |
| Eleitorado/Participação | Eleitorado/Participação  | 2 465 | 57,65 / 100,00  |

#### Guardizela
| Candidato               | Candidato                | Votos | %               |
| ----------------------- | ------------------------ | ----- | --------------- |
|                         | Marcelo Rebelo de Sousa  | 594   | 48,10 / 100,00  |
|                         | António Sampaio da Nóvoa | 332   | 26,88 / 100,00  |
|                         | Marisa Matias            | 141   | 11,42 / 100,00  |
|                         | Maria de Belém Roseira   | 76    | 6,15 / 100,00   |
|                         | Vitorino Silva           | 45    | 3,64 / 100,00   |
|                         | Edgar Silva              | 18    | 1,46 / 100,00   |
|                         | Paulo de Morais          | 12    | 0,97 / 100,00   |
|                         | Henrique Neto            | 8     | 0,65 / 100,00   |
|                         | Jorge Sequeira           | 5     | 0,40 / 100,00   |
|                         | Cândido Ferreira         | 4     | 0,32 / 100,00   |
| Votos Inválidos         | Votos Inválidos          | 16    | 1,28 / 100,00   |
| Total                   | Total                    | 1 251 | 100,00 / 100,00 |
| Eleitorado/Participação | Eleitorado/Participação  | 2 080 | 60,14 / 100,00  |

#### Infantas
| Candidato               | Candidato                | Votos | %               |
| ----------------------- | ------------------------ | ----- | --------------- |
|                         | Marcelo Rebelo de Sousa  | 502   | 60,12 / 100,00  |
|                         | António Sampaio da Nóvoa | 126   | 15,09 / 100,00  |
|                         | Marisa Matias            | 81    | 9,70 / 100,00   |
|                         | Maria de Belém Roseira   | 44    | 5,27 / 100,00   |
|                         | Vitorino Silva           | 43    | 5,15 / 100,00   |
|                         | Henrique Neto            | 12    | 1,44 / 100,00   |
|                         | Edgar Silva              | 11    | 1,32 / 100,00   |
|                         | Paulo de Morais          | 10    | 1,20 / 100,00   |
|                         | Jorge Sequeira           | 3     | 0,36 / 100,00   |
|                         | Cândido Ferreira         | 3     | 0,36 / 100,00   |
| Votos Inválidos         | Votos Inválidos          | 16    | 1,91 / 100,00   |
| Total                   | Total                    | 851   | 100,00 / 100,00 |
| Eleitorado/Participação | Eleitorado/Participação  | 1 518 | 56,06 / 100,00  |

#### Leitões, Oleiros e Figueiredo
| Candidato               | Candidato                | Votos | %               |
| ----------------------- | ------------------------ | ----- | --------------- |
|                         | Marcelo Rebelo de Sousa  | 597   | 69,50 / 100,00  |
|                         | António Sampaio da Nóvoa | 93    | 10,83 / 100,00  |
|                         | Marisa Matias            | 56    | 6,52 / 100,00   |
|                         | Vitorino Silva           | 54    | 6,29 / 100,00   |
|                         | Maria de Belém Roseira   | 24    | 2,79 / 100,00   |
|                         | Edgar Silva              | 10    | 1,16 / 100,00   |
|                         | Paulo de Morais          | 10    | 1,16 / 100,00   |
|                         | Henrique Neto            | 10    | 1,16 / 100,00   |
|                         | Cândido Ferreira         | 3     | 0,35 / 100,00   |
|                         | Jorge Sequeira           | 2     | 0,23 / 100,00   |
| Votos Inválidos         | Votos Inválidos          | 13    | 1,49 / 100,00   |
| Total                   | Total                    | 851   | 100,00 / 100,00 |
| Eleitorado/Participação | Eleitorado/Participação  | 1 518 | 56,06 / 100,00  |

#### Longos
| Candidato               | Candidato                | Votos | %               |
| ----------------------- | ------------------------ | ----- | --------------- |
|                         | Marcelo Rebelo de Sousa  | 392   | 62,82 / 100,00  |
|                         | António Sampaio da Nóvoa | 108   | 17,31 / 100,00  |
|                         | Marisa Matias            | 54    | 8,65 / 100,00   |
|                         | Maria de Belém Roseira   | 27    | 4,33 / 100,00   |
|                         | Vitorino Silva           | 26    | 4,17 / 100,00   |
|                         | Edgar Silva              | 9     | 1,44 / 100,00   |
|                         | Henrique Neto            | 5     | 0,80 / 100,00   |
|                         | Jorge Sequeira           | 2     | 0,32 / 100,00   |
|                         | Paulo de Morais          | 1     | 0,16 / 100,00   |
|                         | Cândido Ferreira         | 0     | 0,00 / 100,00   |
| Votos Inválidos         | Votos Inválidos          | 4     | 0,64 / 100,00   |
| Total                   | Total                    | 628   | 100,00 / 100,00 |
| Eleitorado/Participação | Eleitorado/Participação  | 1 473 | 42,63 / 100,00  |

#### Lordelo
| Candidato               | Candidato                | Votos | %               |
| ----------------------- | ------------------------ | ----- | --------------- |
|                         | Marcelo Rebelo de Sousa  | 1 087 | 52,03 / 100,00  |
|                         | António Sampaio da Nóvoa | 487   | 23,31 / 100,00  |
|                         | Marisa Matias            | 215   | 10,29 / 100,00  |
|                         | Maria de Belém Roseira   | 113   | 5,41 / 100,00   |
|                         | Vitorino Silva           | 83    | 3,97 / 100,00   |
|                         | Edgar Silva              | 55    | 2,63 / 100,00   |
|                         | Paulo de Morais          | 21    | 1,01 / 100,00   |
|                         | Henrique Neto            | 18    | 0,86 / 100,00   |
|                         | Jorge Sequeira           | 7     | 0,34 / 100,00   |
|                         | Cândido Ferreira         | 3     | 0,14 / 100,00   |
| Votos Inválidos         | Votos Inválidos          | 40    | 1,88 / 100,00   |
| Total                   | Total                    | 2 129 | 100,00 / 100,00 |
| Eleitorado/Participação | Eleitorado/Participação  | 3 824 | 55,67 / 100,00  |

#### Mesão Frio
| Candidato               | Candidato                | Votos | %               |
| ----------------------- | ------------------------ | ----- | --------------- |
|                         | Marcelo Rebelo de Sousa  | 1 257 | 57,16 / 100,00  |
|                         | António Sampaio da Nóvoa | 466   | 21,19 / 100,00  |
|                         | Marisa Matias            | 200   | 9,10 / 100,00   |
|                         | Vitorino Silva           | 82    | 3,73 / 100,00   |
|                         | Maria de Belém Roseira   | 68    | 3,09 / 100,00   |
|                         | Paulo de Morais          | 49    | 2,33 / 100,00   |
|                         | Edgar Silva              | 47    | 2,14 / 100,00   |
|                         | Henrique Neto            | 23    | 1,05 / 100,00   |
|                         | Jorge Sequeira           | 4     | 0,18 / 100,00   |
|                         | Cândido Ferreira         | 3     | 0,14 / 100,00   |
| Votos Inválidos         | Votos Inválidos          | 45    | 2,01 / 100,00   |
| Total                   | Total                    | 2 244 | 100,00 / 100,00 |
| Eleitorado/Participação | Eleitorado/Participação  | 4 027 | 55,72 / 100,00  |

#### Moreira de Cónegos
| Candidato               | Candidato                | Votos | %               |
| ----------------------- | ------------------------ | ----- | --------------- |
|                         | Marcelo Rebelo de Sousa  | 1 039 | 42,76 / 100,00  |
|                         | António Sampaio da Nóvoa | 661   | 27,20 / 100,00  |
|                         | Marisa Matias            | 257   | 10,58 / 100,00  |
|                         | Maria de Belém Roseira   | 181   | 7,45 / 100,00   |
|                         | Edgar Silva              | 129   | 5,31 / 100,00   |
|                         | Vitorino Silva           | 92    | 3,79 / 100,00   |
|                         | Paulo de Morais          | 41    | 1,69 / 100,00   |
|                         | Henrique Neto            | 13    | 0,53 / 100,00   |
|                         | Cândido Ferreira         | 9     | 0,37 / 100,00   |
|                         | Jorge Sequeira           | 8     | 0,33 / 100,00   |
| Votos Inválidos         | Votos Inválidos          | 40    | 1,62 / 100,00   |
| Total                   | Total                    | 2 470 | 100,00 / 100,00 |
| Eleitorado/Participação | Eleitorado/Participação  | 4 478 | 55,16 / 100,00  |

#### Nespereira
| Candidato               | Candidato                | Votos | %               |
| ----------------------- | ------------------------ | ----- | --------------- |
|                         | Marcelo Rebelo de Sousa  | 684   | 50,37 / 100,00  |
|                         | António Sampaio da Nóvoa | 345   | 25,41 / 100,00  |
|                         | Marisa Matias            | 153   | 11,27 / 100,00  |
|                         | Maria de Belém Roseira   | 64    | 4,71 / 100,00   |
|                         | Vitorino Silva           | 61    | 4,49 / 100,00   |
|                         | Edgar Silva              | 22    | 1,62 / 100,00   |
|                         | Paulo de Morais          | 13    | 0,96 / 100,00   |
|                         | Henrique Neto            | 8     | 0,59 / 100,00   |
|                         | Jorge Sequeira           | 6     | 0,44 / 100,00   |
|                         | Cândido Ferreira         | 2     | 0,15 / 100,00   |
| Votos Inválidos         | Votos Inválidos          | 28    | 2,02 / 100,00   |
| Total                   | Total                    | 1 386 | 100,00 / 100,00 |
| Eleitorado/Participação | Eleitorado/Participação  | 2 403 | 57,68 / 100,00  |

#### Oliveira, São Paio e São Sebastião (Guimarães)
| Candidato               | Candidato                | Votos | %               |
| ----------------------- | ------------------------ | ----- | --------------- |
|                         | Marcelo Rebelo de Sousa  | 2 359 | 54,68 / 100,00  |
|                         | António Sampaio da Nóvoa | 1 059 | 24,55 / 100,00  |
|                         | Marisa Matias            | 366   | 8,48 / 100,00   |
|                         | Maria de Belém Roseira   | 140   | 3,25 / 100,00   |
|                         | Edgar Silva              | 138   | 3,20 / 100,00   |
|                         | Paulo de Morais          | 113   | 2,62 / 100,00   |
|                         | Vitorino Silva           | 81    | 1,88 / 100,00   |
|                         | Henrique Neto            | 40    | 0,93 / 100,00   |
|                         | Jorge Sequeira           | 12    | 0,28 / 100,00   |
|                         | Cândido Ferreira         | 6     | 0,14 / 100,00   |
| Votos Inválidos         | Votos Inválidos          | 71    | 1,62 / 100,00   |
| Total                   | Total                    | 4 385 | 100,00 / 100,00 |
| Eleitorado/Participação | Eleitorado/Participação  | 7 683 | 57,07 / 100,00  |

#### Pencelo
| Candidato               | Candidato                | Votos | %               |
| ----------------------- | ------------------------ | ----- | --------------- |
|                         | Marcelo Rebelo de Sousa  | 264   | 44,30 / 100,00  |
|                         | António Sampaio da Nóvoa | 158   | 26,51 / 100,00  |
|                         | Marisa Matias            | 74    | 12,42 / 100,00  |
|                         | Maria de Belém Roseira   | 38    | 6,38 / 100,00   |
|                         | Vitorino Silva           | 22    | 3,69 / 100,00   |
|                         | Edgar Silva              | 16    | 2,68 / 100,00   |
|                         | Paulo de Morais          | 13    | 2,18 / 100,00   |
|                         | Henrique Neto            | 9     | 1,51 / 100,00   |
|                         | Cândido Ferreira         | 2     | 0,34 / 100,00   |
|                         | Jorge Sequeira           | 0     | 0,00 / 100,00   |
| Votos Inválidos         | Votos Inválidos          | 16    | 2,62 / 100,00   |
| Total                   | Total                    | 612   | 100,00 / 100,00 |
| Eleitorado/Participação | Eleitorado/Participação  | 1 129 | 54,21 / 100,00  |

#### Pinheiro
| Candidato               | Candidato                | Votos | %               |
| ----------------------- | ------------------------ | ----- | --------------- |
|                         | Marcelo Rebelo de Sousa  | 288   | 49,23 / 100,00  |
|                         | António Sampaio da Nóvoa | 145   | 24,79 / 100,00  |
|                         | Marisa Matias            | 63    | 10,77 / 100,00  |
|                         | Maria de Belém Roseira   | 34    | 5,81 / 100,00   |
|                         | Vitorino Silva           | 25    | 4,27 / 100,00   |
|                         | Paulo de Morais          | 13    | 2,22 / 100,00   |
|                         | Edgar Silva              | 11    | 1,88 / 100,00   |
|                         | Henrique Neto            | 5     | 0,85 / 100,00   |
|                         | Cândido Ferreira         | 1     | 0,17 / 100,00   |
|                         | Jorge Sequeira           | 0     | 0,00 / 100,00   |
| Votos Inválidos         | Votos Inválidos          | 18    | 2,99 / 100,00   |
| Total                   | Total                    | 603   | 100,00 / 100,00 |
| Eleitorado/Participação | Eleitorado/Participação  | 1 034 | 58,32 / 100,00  |

#### Polvoreira
| Candidato               | Candidato                | Votos | %               |
| ----------------------- | ------------------------ | ----- | --------------- |
|                         | Marcelo Rebelo de Sousa  | 913   | 50,53 / 100,00  |
|                         | António Sampaio da Nóvoa | 409   | 22,63 / 100,00  |
|                         | Marisa Matias            | 164   | 9,08 / 100,00   |
|                         | Maria de Belém Roseira   | 140   | 7,75 / 100,00   |
|                         | Vitorino Silva           | 89    | 4,93 / 100,00   |
|                         | Edgar Silva              | 36    | 1,99 / 100,00   |
|                         | Henrique Neto            | 25    | 1,38 / 100,00   |
|                         | Paulo de Morais          | 18    | 1,00 / 100,00   |
|                         | Cândido Ferreira         | 8     | 0,44 / 100,00   |
|                         | Jorge Sequeira           | 5     | 0,28 / 100,00   |
| Votos Inválidos         | Votos Inválidos          | 27    | 1,48 / 100,00   |
| Total                   | Total                    | 1 834 | 100,00 / 100,00 |
| Eleitorado/Participação | Eleitorado/Participação  | 3 227 | 56,83 / 100,00  |

#### Ponte
| Candidato               | Candidato                | Votos | %               |
| ----------------------- | ------------------------ | ----- | --------------- |
|                         | Marcelo Rebelo de Sousa  | 1 374 | 47,15 / 100,00  |
|                         | António Sampaio da Nóvoa | 770   | 26,42 / 100,00  |
|                         | Marisa Matias            | 352   | 12,08 / 100,00  |
|                         | Maria de Belém Roseira   | 131   | 4,50 / 100,00   |
|                         | Edgar Silva              | 92    | 3,16 / 100,00   |
|                         | Vitorino Silva           | 88    | 3,02 / 100,00   |
|                         | Paulo de Morais          | 66    | 2,26 / 100,00   |
|                         | Henrique Neto            | 17    | 0,56 / 100,00   |
|                         | Jorge Sequeira           | 13    | 0,45 / 100,00   |
|                         | Cândido Ferreira         | 11    | 0,38 / 100,00   |
| Votos Inválidos         | Votos Inválidos          | 70    | 2,35 / 100,00   |
| Total                   | Total                    | 2 984 | 100,00 / 100,00 |
| Eleitorado/Participação | Eleitorado/Participação  | 5 898 | 50,59 / 100,00  |

#### Prazins Santa Eufémia
| Candidato               | Candidato                | Votos | %               |
| ----------------------- | ------------------------ | ----- | --------------- |
|                         | Marcelo Rebelo de Sousa  | 340   | 55,92 / 100,00  |
|                         | António Sampaio da Nóvoa | 128   | 21,05 / 100,00  |
|                         | Marisa Matias            | 64    | 10,53 / 100,00  |
|                         | Maria de Belém Roseira   | 34    | 5,59 / 100,00   |
|                         | Edgar Silva              | 15    | 2,47 / 100,00   |
|                         | Vitorino Silva           | 13    | 2,14 / 100,00   |
|                         | Henrique Neto            | 5     | 0,82 / 100,00   |
|                         | Paulo de Morais          | 4     | 0,66 / 100,00   |
|                         | Jorge Sequeira           | 4     | 0,66 / 100,00   |
|                         | Cândido Ferreira         | 1     | 0,16 / 100,00   |
| Votos Inválidos         | Votos Inválidos          | 11    | 1,78 / 100,00   |
| Total                   | Total                    | 619   | 100,00 / 100,00 |
| Eleitorado/Participação | Eleitorado/Participação  | 1 119 | 55,32 / 100,00  |

#### Prazins Santo Tirso e Corvite
| Candidato               | Candidato                | Votos | %               |
| ----------------------- | ------------------------ | ----- | --------------- |
|                         | Marcelo Rebelo de Sousa  | 518   | 59,27 / 100,00  |
|                         | António Sampaio da Nóvoa | 135   | 15,45 / 100,00  |
|                         | Marisa Matias            | 94    | 10,76 / 100,00  |
|                         | Vitorino Silva           | 42    | 4,81 / 100,00   |
|                         | Maria de Belém Roseira   | 40    | 4,58 / 100,00   |
|                         | Paulo de Morais          | 16    | 1,83 / 100,00   |
|                         | Edgar Silva              | 15    | 1,72 / 100,00   |
|                         | Henrique Neto            | 9     | 1,03 / 100,00   |
|                         | Cândido Ferreira         | 3     | 0,34 / 100,00   |
|                         | Jorge Sequeira           | 2     | 0,23 / 100,00   |
| Votos Inválidos         | Votos Inválidos          | 20    | 2,24 / 100,00   |
| Total                   | Total                    | 894   | 100,00 / 100,00 |
| Eleitorado/Participação | Eleitorado/Participação  | 1 686 | 53,02 / 100,00  |

#### Ronfe
| Candidato               | Candidato                | Votos | %               |
| ----------------------- | ------------------------ | ----- | --------------- |
|                         | Marcelo Rebelo de Sousa  | 1 283 | 52,28 / 100,00  |
|                         | António Sampaio da Nóvoa | 568   | 23,15 / 100,00  |
|                         | Marisa Matias            | 257   | 10,47 / 100,00  |
|                         | Maria de Belém Roseira   | 125   | 5,09 / 100,00   |
|                         | Vitorino Silva           | 116   | 4,72 / 100,00   |
|                         | Paulo de Morais          | 42    | 1,71 / 100,00   |
|                         | Edgar Silva              | 31    | 1,26 / 100,00   |
|                         | Henrique Neto            | 18    | 0,73 / 100,00   |
|                         | Jorge Sequeira           | 8     | 0,33 / 100,00   |
|                         | Cândido Ferreira         | 6     | 0,24 / 100,00   |
| Votos Inválidos         | Votos Inválidos          | 42    | 1,68 / 100,00   |
| Total                   | Total                    | 2 496 | 100,00 / 100,00 |
| Eleitorado/Participação | Eleitorado/Participação  | 4 063 | 61,43 / 100,00  |

#### Sande São Martinho
| Candidato               | Candidato                | Votos | %               |
| ----------------------- | ------------------------ | ----- | --------------- |
|                         | Marcelo Rebelo de Sousa  | 743   | 61,30 / 100,00  |
|                         | António Sampaio da Nóvoa | 207   | 17,08 / 100,00  |
|                         | Marisa Matias            | 117   | 9,65 / 100,00   |
|                         | Maria de Belém Roseira   | 74    | 6,11 / 100,00   |
|                         | Vitorino Silva           | 30    | 2,18 / 100,00   |
|                         | Paulo de Morais          | 17    | 1,40 / 100,00   |
|                         | Edgar Silva              | 12    | 0,99 / 100,00   |
|                         | Cândido Ferreira         | 5     | 0,41 / 100,00   |
|                         | Henrique Neto            | 4     | 0,33 / 100,00   |
|                         | Jorge Sequeira           | 3     | 0,25 / 100,00   |
| Votos Inválidos         | Votos Inválidos          | 31    | 2,50 / 100,00   |
| Total                   | Total                    | 1 243 | 100,00 / 100,00 |
| Eleitorado/Participação | Eleitorado/Participação  | 2 549 | 48,76 / 100,00  |

#### Sande São Lourenço e Balazar
| Candidato               | Candidato                | Votos | %               |
| ----------------------- | ------------------------ | ----- | --------------- |
|                         | Marcelo Rebelo de Sousa  | 488   | 63,71 / 100,00  |
|                         | António Sampaio da Nóvoa | 129   | 16,84 / 100,00  |
|                         | Marisa Matias            | 58    | 7,57 / 100,00   |
|                         | Maria de Belém Roseira   | 36    | 4,70 / 100,00   |
|                         | Vitorino Silva           | 31    | 4,05 / 100,00   |
|                         | Edgar Silva              | 7     | 0,91 / 100,00   |
|                         | Henrique Neto            | 7     | 0,91 / 100,00   |
|                         | Paulo de Morais          | 6     | 0,78 / 100,00   |
|                         | Cândido Ferreira         | 4     | 0,52 / 100,00   |
|                         | Jorge Sequeira           | 0     | 0,00 / 100,00   |
| Votos Inválidos         | Votos Inválidos          | 5     | 0,65 / 100,00   |
| Total                   | Total                    | 771   | 100,00 / 100,00 |
| Eleitorado/Participação | Eleitorado/Participação  | 1 729 | 44,59 / 100,00  |

#### Sande Vila Nova e Sande São Clemente
| Candidato               | Candidato                | Votos | %               |
| ----------------------- | ------------------------ | ----- | --------------- |
|                         | Marcelo Rebelo de Sousa  | 976   | 56,35 / 100,00  |
|                         | António Sampaio da Nóvoa | 343   | 19,80 / 100,00  |
|                         | Marisa Matias            | 139   | 8,03 / 100,00   |
|                         | Maria de Belém Roseira   | 94    | 5,43 / 100,00   |
|                         | Vitorino Silva           | 62    | 3,58 / 100,00   |
|                         | Edgar Silva              | 46    | 2,66 / 100,00   |
|                         | Paulo de Morais          | 40    | 2,31 / 100,00   |
|                         | Henrique Neto            | 19    | 1,10 / 100,00   |
|                         | Cândido Ferreira         | 9     | 0,52 / 100,00   |
|                         | Jorge Sequeira           | 4     | 0,23 / 100,00   |
| Votos Inválidos         | Votos Inválidos          | 37    | 2,10 / 100,00   |
| Total                   | Total                    | 1 769 | 100,00 / 100,00 |
| Eleitorado/Participação | Eleitorado/Participação  | 3 250 | 54,43 / 100,00  |

#### São Torcato
| Candidato               | Candidato                | Votos | %               |
| ----------------------- | ------------------------ | ----- | --------------- |
|                         | Marcelo Rebelo de Sousa  | 897   | 52,76 / 100,00  |
|                         | António Sampaio da Nóvoa | 366   | 21,53 / 100,00  |
|                         | Marisa Matias            | 157   | 9,24 / 100,00   |
|                         | Maria de Belém Roseira   | 117   | 6,88 / 100,00   |
|                         | Vitorino Silva           | 75    | 4,41 / 100,00   |
|                         | Edgar Silva              | 40    | 2,35 / 100,00   |
|                         | Paulo de Morais          | 25    | 1,47 / 100,00   |
|                         | Henrique Neto            | 15    | 0,88 / 100,00   |
|                         | Cândido Ferreira         | 5     | 0,29 / 100,00   |
|                         | Jorge Sequeira           | 3     | 0,18 / 100,00   |
| Votos Inválidos         | Votos Inválidos          | 33    | 1,90 / 100,00   |
| Total                   | Total                    | 1 733 | 100,00 / 100,00 |
| Eleitorado/Participação | Eleitorado/Participação  | 3 177 | 54,55 / 100,00  |

#### Selho São Cristóvão
| Candidato               | Candidato                | Votos | %               |
| ----------------------- | ------------------------ | ----- | --------------- |
|                         | Marcelo Rebelo de Sousa  | 520   | 44,75 / 100,00  |
|                         | António Sampaio da Nóvoa | 294   | 25,30 / 100,00  |
|                         | Marisa Matias            | 176   | 15,15 / 100,00  |
|                         | Edgar Silva              | 53    | 4,56 / 100,00   |
|                         | Maria de Belém Roseira   | 46    | 3,96 / 100,00   |
|                         | Vitorino Silva           | 40    | 3,44 / 100,00   |
|                         | Henrique Neto            | 16    | 1,38 / 100,00   |
|                         | Paulo de Morais          | 12    | 1,03 / 100,00   |
|                         | Jorge Sequeira           | 3     | 0,26 / 100,00   |
|                         | Cândido Ferreira         | 2     | 0,17 / 100,00   |
| Votos Inválidos         | Votos Inválidos          | 29    | 2,44 / 100,00   |
| Total                   | Total                    | 1 191 | 100,00 / 100,00 |
| Eleitorado/Participação | Eleitorado/Participação  | 2 084 | 57,15 / 100,00  |

#### Selho São Jorge
| Candidato               | Candidato                | Votos | %               |
| ----------------------- | ------------------------ | ----- | --------------- |
|                         | Marcelo Rebelo de Sousa  | 1 365 | 44,61 / 100,00  |
|                         | António Sampaio da Nóvoa | 790   | 25,82 / 100,00  |
|                         | Marisa Matias            | 379   | 12,39 / 100,00  |
|                         | Maria de Belém Roseira   | 147   | 4,80 / 100,00   |
|                         | Edgar Silva              | 143   | 4,67 / 100,00   |
|                         | Vitorino Silva           | 129   | 4,22 / 100,00   |
|                         | Paulo de Morais          | 66    | 2,16 / 100,00   |
|                         | Henrique Neto            | 28    | 0,92 / 100,00   |
|                         | Jorge Sequeira           | 11    | 0,36 / 100,00   |
|                         | Cândido Ferreira         | 2     | 0,07 / 100,00   |
| Votos Inválidos         | Votos Inválidos          | 56    | 1,80 / 100,00   |
| Total                   | Total                    | 3 116 | 100,00 / 100,00 |
| Eleitorado/Participação | Eleitorado/Participação  | 5 189 | 60,05 / 100,00  |

#### Selho São Lourenço e Gominhães
| Candidato               | Candidato                | Votos | %               |
| ----------------------- | ------------------------ | ----- | --------------- |
|                         | Marcelo Rebelo de Sousa  | 552   | 47,92 / 100,00  |
|                         | António Sampaio da Nóvoa | 251   | 21,79 / 100,00  |
|                         | Marisa Matias            | 153   | 13,28 / 100,00  |
|                         | Maria de Belém Roseira   | 67    | 5,82 / 100,00   |
|                         | Vitorino Silva           | 55    | 4,77 / 100,00   |
|                         | Paulo de Morais          | 37    | 3,21 / 100,00   |
|                         | Edgar Silva              | 19    | 1,65 / 100,00   |
|                         | Henrique Neto            | 9     | 0,78 / 100,00   |
|                         | Jorge Sequeira           | 6     | 0,52 / 100,00   |
|                         | Cândido Ferreira         | 3     | 0,26 / 100,00   |
| Votos Inválidos         | Votos Inválidos          | 25    | 2,12 / 100,00   |
| Total                   | Total                    | 1 177 | 100,00 / 100,00 |
| Eleitorado/Participação | Eleitorado/Participação  | 2 047 | 57,50 / 100,00  |

#### Serzedelo
| Candidato               | Candidato                | Votos | %               |
| ----------------------- | ------------------------ | ----- | --------------- |
|                         | Marcelo Rebelo de Sousa  | 755   | 41,83 / 100,00  |
|                         | António Sampaio da Nóvoa | 471   | 26,09 / 100,00  |
|                         | Marisa Matias            | 260   | 14,40 / 100,00  |
|                         | Maria de Belém Roseira   | 118   | 6,54 / 100,00   |
|                         | Edgar Silva              | 98    | 5,43 / 100,00   |
|                         | Vitorino Silva           | 60    | 3,32 / 100,00   |
|                         | Paulo de Morais          | 21    | 1,16 / 100,00   |
|                         | Henrique Neto            | 10    | 0,55 / 100,00   |
|                         | Jorge Sequeira           | 7     | 0,39 / 100,00   |
|                         | Cândido Ferreira         | 5     | 0,28 / 100,00   |
| Votos Inválidos         | Votos Inválidos          | 29    | 1,58 / 100,00   |
| Total                   | Total                    | 1 834 | 100,00 / 100,00 |
| Eleitorado/Participação | Eleitorado/Participação  | 3 331 | 55,06 / 100,00  |

#### Serzedo e Calvos
| Candidato               | Candidato                | Votos | %               |
| ----------------------- | ------------------------ | ----- | --------------- |
|                         | Marcelo Rebelo de Sousa  | 549   | 55,34 / 100,00  |
|                         | António Sampaio da Nóvoa | 190   | 19,15 / 100,00  |
|                         | Marisa Matias            | 106   | 10,69 / 100,00  |
|                         | Maria de Belém Roseira   | 55    | 5,54 / 100,00   |
|                         | Vitorino Silva           | 51    | 5,14 / 100,00   |
|                         | Edgar Silva              | 13    | 1,31 / 100,00   |
|                         | Henrique Neto            | 10    | 1,01 / 100,00   |
|                         | Paulo de Morais          | 8     | 0,81 / 100,00   |
|                         | Jorge Sequeira           | 6     | 0,60 / 100,00   |
|                         | Cândido Ferreira         | 4     | 0,40 / 100,00   |
| Votos Inválidos         | Votos Inválidos          | 18    | 1,76 / 100,00   |
| Total                   | Total                    | 1 010 | 100,00 / 100,00 |
| Eleitorado/Participação | Eleitorado/Participação  | 2 078 | 48,60 / 100,00  |

#### Silvares
| Candidato               | Candidato                | Votos | %               |
| ----------------------- | ------------------------ | ----- | --------------- |
|                         | Marcelo Rebelo de Sousa  | 599   | 51,20 / 100,00  |
|                         | António Sampaio da Nóvoa | 289   | 24,70 / 100,00  |
|                         | Marisa Matias            | 132   | 11,28 / 100,00  |
|                         | Maria de Belém Roseira   | 59    | 5,04 / 100,00   |
|                         | Vitorino Silva           | 31    | 2,65 / 100,00   |
|                         | Edgar Silva              | 30    | 2,56 / 100,00   |
|                         | Paulo de Morais          | 19    | 1,62 / 100,00   |
|                         | Henrique Neto            | 5     | 0,43 / 100,00   |
|                         | Jorge Sequeira           | 4     | 0,34 / 100,00   |
|                         | Cândido Ferreira         | 2     | 0,17 / 100,00   |
| Votos Inválidos         | Votos Inválidos          | 19    | 1,59 / 100,00   |
| Total                   | Total                    | 1 189 | 100,00 / 100,00 |
| Eleitorado/Participação | Eleitorado/Participação  | 2 083 | 57,08 / 100,00  |

#### Souto Santa Maria, Souto São Salvador e Gondomar
| Candidato               | Candidato                | Votos | %               |
| ----------------------- | ------------------------ | ----- | --------------- |
|                         | Marcelo Rebelo de Sousa  | 617   | 60,37 / 100,00  |
|                         | António Sampaio da Nóvoa | 189   | 18,49 / 100,00  |
|                         | Marisa Matias            | 82    | 8,02 / 100,00   |
|                         | Maria de Belém Roseira   | 51    | 4,99 / 100,00   |
|                         | Vitorino Silva           | 51    | 4,99 / 100,00   |
|                         | Henrique Neto            | 14    | 1,37 / 100,00   |
|                         | Edgar Silva              | 7     | 0,68 / 100,00   |
|                         | Cândido Ferreira         | 5     | 0,49 / 100,00   |
|                         | Paulo de Morais          | 3     | 0,29 / 100,00   |
|                         | Jorge Sequeira           | 3     | 0,29 / 100,00   |
| Votos Inválidos         | Votos Inválidos          | 16    | 1,54 / 100,00   |
| Total                   | Total                    | 1 038 | 100,00 / 100,00 |
| Eleitorado/Participação | Eleitorado/Participação  | 2 260 | 45,93 / 100,00  |

#### Tabuadelo e São Faustino
| Candidato               | Candidato                | Votos | %               |
| ----------------------- | ------------------------ | ----- | --------------- |
|                         | Marcelo Rebelo de Sousa  | 798   | 59,02 / 100,00  |
|                         | António Sampaio da Nóvoa | 251   | 18,57 / 100,00  |
|                         | Marisa Matias            | 127   | 9,39 / 100,00   |
|                         | Vitorino Silva           | 65    | 4,81 / 100,00   |
|                         | Maria de Belém Roseira   | 57    | 4,22 / 100,00   |
|                         | Edgar Silva              | 20    | 1,48 / 100,00   |
|                         | Paulo de Morais          | 13    | 0,96 / 100,00   |
|                         | Henrique Neto            | 12    | 0,89 / 100,00   |
|                         | Cândido Ferreira         | 5     | 0,37 / 100,00   |
|                         | Jorge Sequeira           | 4     | 0,30 / 100,00   |
| Votos Inválidos         | Votos Inválidos          | 21    | 1,53 / 100,00   |
| Total                   | Total                    | 1 373 | 100,00 / 100,00 |
| Eleitorado/Participação | Eleitorado/Participação  | 2 298 | 59,75 / 100,00  |

#### Urgezes
| Candidato               | Candidato                | Votos | %               |
| ----------------------- | ------------------------ | ----- | --------------- |
|                         | Marcelo Rebelo de Sousa  | 1 467 | 54,07 / 100,00  |
|                         | António Sampaio da Nóvoa | 641   | 23,63 / 100,00  |
|                         | Marisa Matias            | 259   | 9,55 / 100,00   |
|                         | Maria de Belém Roseira   | 121   | 4,46 / 100,00   |
|                         | Vitorino Silva           | 81    | 2,99 / 100,00   |
|                         | Paulo de Morais          | 59    | 2,17 / 100,00   |
|                         | Edgar Silva              | 47    | 1,73 / 100,00   |
|                         | Henrique Neto            | 27    | 1,00 / 100,00   |
|                         | Jorge Sequeira           | 9     | 0,33 / 100,00   |
|                         | Cândido Ferreira         | 2     | 0,07 / 100,00   |
| Votos Inválidos         | Votos Inválidos          | 48    | 1,74 / 100,00   |
| Total                   | Total                    | 2 761 | 100,00 / 100,00 |
| Eleitorado/Participação | Eleitorado/Participação  | 4 856 | 56,86 / 100,00  |